# Bodoquena (tiểu vùng)
Bodoquena là một tiểu vùng thuộc bang Mato Grosso do Sul, Brasil. Tiều vùng này có diện tích 22612 km², dân số năm 2007 là 100064 người.